# Уличный рыцарь
«Уличный рыцарь» (англ. Street Knight) — американский кинобоевик 1992 года.

## Сюжет
Шаткое перемирие между двумя бандами Лос-Анджелеса, негритянской и латиноамериканской, нарушено: их члены погибают, и, конечно, каждая сторона винит другую.
Бывший полицейский Джейк Баретт, уволенный после ошибки, стоившей жизни невинному человеку, нанят в качестве частного детектива, чтобы найти пропавшего свидетеля кровавой бойни. Чтобы выполнить это задание, ему придётся столкнуться с подлинными убийцами — также бывшими полицейскими, отсидевшими срок за коррупцию. Попутно мастеру боевых искусств Джеффу Спикмэну, исполняющую главную роль, предоставляются широкие возможности для демонстрации своего мастерства.

## Интересные факты
Вскоре после выхода «Уличного рыцаря» выпустившая его компания Cannon Films обанкротилась.